# Beazley End
Beazley End – wieś w Anglii, w hrabstwie Essex. Leży 22 km na północ od miasta Chelmsford i 65 km na północny wschód od Londynu.